# Assassin’s Creed Mirage
Az Assassin’s Creed Mirage egy 2023-as akció-kalandjáték, amelyet a Ubisoft Bordeaux fejlesztett és a Ubisoft adott ki PlayStation 4, PlayStation 5, Xbox One, Xbox Series X/S konzolokra, Windowsra és iOS-re, iPadOS-re. A játék az Assassin's Creed sorozat tizenharmadik nagy része, valamint a 2020-as Assassin's Creed Valhalla utódja. Bár történelmi idősíkja megelőzi a Valhalláét, a modern kori kerettörténete annak folytatása. A 9. századi Bagdadban játszódik.

## Játékmenet
Az Assassin's Creed Mirage egy akció-kaland lopakodós játék, amely a régebbi Assassin's Creed címeket idézi, lineárisabb és történetközpontúbb megközelítéssel, miközben csökkenti a legutóbbi részek szerepjátékos elemeit. A játékmenet alapját a parkour, a közelharc és a lopakodás képezik. Az orgyilkossági küldetések során a Mirage a korábban az Assassin's Creed Unity és az Assassin's Creed Syndicate játékokban alkalmazott „Black Box” dizájnt követi, amelyben a játékosoknak fel kell fedezniük a környezetet, hogy különböző utakat találjanak célpontjaik eléréséhez és kiiktatásához. A játék főként Bagdad városában játszódik, amely négy kerületre oszlik: a Körvárosra, Karkhra, Abasszijára (ahol a Bölcsesség Háza található) és Harbijára. Emellett több kisebb település is megjelenik, például Anbar és Jarjaraya, amelyek a város peremén helyezkednek el. A Hidden Ones fellegvára, Alamut szintén szerepel néhány küldetésben, de a történeten kívül nem látogatható. Bagdad jóval kisebb, mint a legutóbbi Assassin’s Creed játékok világa, és méretét tekintve inkább a Unity Párizsához vagy a Revelations Konstantinápolyához hasonlítható. Hasonlóan a korábbi Assassin főhősökhöz, a játék főszereplője, Basim, széles fegyver- és eszközkészlettel rendelkezik, beleértve a jellegzetes Assassin Rejtett Pengét (Hidden Blade), füstbombákat, dobókéseket és mérgezett nyilakat. A fegyverek és eszközök fejleszthetők egy képességfán keresztül, amely különböző hatásokkal ruházza fel őket. Basim rendelkezik az Eagle Vision képességgel, valamint egy Enkidu nevű madártárssal (akit a mezopotámiai mitológia egyik alakjáról neveztek el). Enkidu egy parlagi sas, amelyet a játékos a környező területek felderítésére használhat. Eltérően a korábbi Assassin’s Creed játékoktól, ahol a madártárs zavartalanul működhetett, ellenséges íjászok képesek észrevenni és lelőni Enkidu-t, így a játékosnak előbb ki kell iktatnia őket, mielőtt ismét használhatná a madarat. A Mirage egy új képességet vezet be, az „Assassin Focus”-t, amely lehetővé teszi a játékos számára, hogy egyszerre több ellenséget is kiiktasson. Ez a képesség lopakodó gyilkosságok végrehajtásával tölthető vissza. Aktiválásakor megáll az idő, és a játékos legfeljebb öt ellenséget jelölhet meg, akiket Basim gyors egymásutánban automatikusan kivégez. Egy másik újítás Bagdad különböző pontjain elhelyezett rudak, amelyeket a játékos szélesebb szakadékok átlendülésére használhat. Továbbá a mozgás- és futásanimációkat is finomították, hogy jobban érződjön a folyamatosság és a dinamizmus. A fejlesztőcsapat szamurájok, nindzsák, és bizonyos mértékig még a Jedik mozgásából is merített inspirációt a parkour- és harci mozdulatok kidolgozásánál.

## Cselekmény
|  | Alább a cselekmény részletei következnek! |

Az Assassin's Creed Valhalla: The Last Chapter eseményeit követően a modern kori Assassinok Basim Ibn Ishaq által biztosított vérmintát használják arra, hogy újraéljék emlékeit az Abbászida Kalifátus korában. Kr. u. 861-ben Basim egy fiatal utcai tolvajként él Anbarban, gyermekkori barátja és társa, Nehal társaságában. Egész életében egy szörnyűséges dzsinn víziói kísértették, amelyek feldolgozásában Nehal segített neki. Bár csupán egyszerű tolvaj, Basim nagyobb célokat dédelget, és csatlakozni akar a Hidden Ones-hoz. Azonban az Anbarban állomásozó rangidős Hidden One, Roshan bint-La'Ahad határozottan elutasítja. Hogy bizonyítsa rátermettségét, Basim besurran a kalifa palotájába, hogy ellopjon egy ládát, amelyet mind a Hiden Ones, mind az Ősök Rendje (Order of the Ancients) meg akar szerezni. A ládából egy korong alakú ereklyét emel ki, amely egy holografikus üzenetet jelenít meg. Ekkor azonban szembekerül a kalifával, al-Mutawakkillal. Nehal, hogy megmentse Basimot, megöli a kalifát, majd együtt elmenekülnek a palotából. A kalifa meggyilkolására válaszul a testőrség megtorlásba kezd, és lemészárolják Anbar összes tolvaját, köztük sokat Basim barátai közül. Dühében Basim Nehalt okolja a történtekért, majd elválnak útjaik. Menekülés közben Roshan segít neki kijutni a városból, és elviszi őt a Hiden Ones hegyi erődjébe, Alamutba. Az elkövetkező években Basim Roshan tanítványaként edz, és végül hivatalosan is csatlakozik a Hiden Onehoz. Amikor a szervezet vezetője, Rayhan, tudomást szerez arról, hogy az Ősök Rendje egyre nagyobb befolyást szerez Bagdadban, úgy dönt, hogy egy csapatot küld a városba kivizsgálni az ügyet. A csapatot Basim és Roshan vezetik. Amikor Basim megérkezik Bagdadba, megtudja, hogy az Ősök Rendjének öt tagja beépült a kalifátus legfelsőbb köreibe, és hatalmukat arra használják, hogy ősrégi Isu-ereklyéket ássanak ki vagy építsenek újjá. Basim elkezd levadászni négy rendtagot, meggyilkolja őket és követőiket, miközben meghiúsítja a terveiket. Eközben újra találkozik Nehállal, aki bizalmatlan a Hidden Ones iránt, és arra ösztönzi Basimot, hogy maga is vizsgálja meg azokat az ereklyéket, amelyeket a Rend keres, mivel úgy hiszi, hogy valamilyen módon mindketten kapcsolatban állnak velük. Végül Basim szembekerül az Ősök Rendjének vezetőjével, Qabihával, aki korábban al-Mutawakkil ágyasa volt. Qabiha az Abbászida háremben azt állítja, hogy Basim válaszait egy Isu-templom rejti Alamut alatt. Megpróbálja rávenni Basimot, hogy tartson vele a templomba, ám Roshan megöli őt, és figyelmezteti Basimot, hogy ne kutasson tovább. Basim figyelmen kívül hagyja Roshan figyelmeztetését, és Nehallal együtt Alamutba utazik, ám ott azt látják, hogy a Hidden Ones erődje ostrom alatt áll az Ősök Rendjének csapatai által. Basim kiszabadít számos elfogott Hidden One tagot, és csatába vezeti őket az ostrom visszaverésére. Eközben megpróbálja meggyőzni Rayhant, hogy az Isu-templom erejét felhasználhatják a Rend végleges legyőzésére, és végül engedélyt kap a belépésre. Azonban Roshan az útját állja, és felfedi, hogy tud Basim valódi természetéről. Megpróbálja megakadályozni, hogy belépjen a templomba, mert fél attól, amit ez felébreszthet benne. Basim végül legyőzi Roshant, de megkíméli az életét, majd Nehallal belép a templomba. Odabent további korong alakú ereklyéket talál, és rájön, hogy a templom valaha egy börtön volt, amelyben az Isu Loki raboskodott. Basim ekkor megérti, hogy Nehal soha nem létezett – ő és a dzsinn valójában Loki elfojtott emlékeinek megtestesülései voltak. Végül elfogadja valódi természetét, mint Loki reinkarnációja, és „egyesül” Nehallal, visszaszerezve Loki összes emlékét. Miután elhagyja a templomot, Basimot visszafogadják a Hidden Ones soraiba, míg Roshan tiltakozásul lemond és távozik. Most, hogy teljes mértékben tisztában van előző életével mint Loki, Basim azon töpreng, hogy egy új világban született újjá, és izgatottan várja a „viszontlátást” azokkal, akik egykor bebörtönözték őt.
|  | Itt a vége a cselekmény részletezésének! |

## Fejlesztés
Mielőtt a játékot hivatalosan bejelentették a Ubisoft Forward eseményen 2022. szeptember 10-én, a Mirage-ról már kiszivárogtak információk. „Rift” kódnéven ismerték, és kiderült, hogy eredetileg az Assassin’s Creed Valhalla kiegészítőjeként indult, mielőtt önálló játékká alakították. A Mirage-t kisebb Assassin's Creed játékként írták le, ahol a fő kampány körülbelül 15–20 óráig tart, hasonlóan a sorozat régebbi részeihez. A játékot a sorozat 15. évfordulójának megünneplésére tervezték, és a fejlesztők a Valhalla-hoz készült technológiát felhasználva készítettek egy olyan játékot, amely tisztelgés az első Assassin's Creed előtt. 2023. június 4-én bejelentették, hogy a Mirage lesz az első játék a sorozatban, amely arabul is elérhető lesz, és a jordániai színész, Eyad Nassar adja Basim hangját ebben a verzióban.

## Fogadtatás
| Összegzőoldal | Értékelés |
| ------------- | --------- |
| Metacritic    | 76/100    |

| Szerző         | Értékelés |
| -------------- | --------- |
| Destructoid    | 7,5/10    |
| Easy Allies    | 8/10      |
| Eurogamer      | 4/5       |
| Game Informer  | 8/10      |
| GameSpot       | 6/10      |
| GamesRadar+    | 4/5       |
| Hardcore Gamer | 4/5       |
| IGN            | 8/10      |
| PC Gamer (US)  | 77/100    |
| PCGamesN       | 8/10      |
| Push Square    | 7/10      |
| Shacknews      | 7/10      |
| The Guardian   | 4/5       |
| VG247          | 4/5       |
| VideoGamer.com | 7/10      |

Az Assassin's Creed Mirage „általánosan kedvező” értékeléseket kapott a kritikusoktól, a Metacritic értékelőoldal szerint.
A GamesRadar+ dicsérte Bagdad sűrű városépítését a sorozat legújabb részeihez képest, így fogalmaztak: „A piacokon nyüzsögnek a vásárlók és kereskedők, akik több nyelven beszélnek, az utcákon pedig csoportokban sétálnak az emberek.”
A GameSpot dicsérte a szociális lopakodást, a világtervezést és a nyomozásokat, de kritizálta a történet túlzott függőségét a korábbi részektől és az unalmas mellékszereplőket.

## Fordítás
Ez a szócikk részben vagy egészben  az   Assassin's Creed Mirage című angol Wikipédia-szócikk ezen változatának fordításán alapul.  Az eredeti cikk szerkesztőit annak laptörténete sorolja fel. Ez a jelzés csupán a megfogalmazás eredetét és a szerzői jogokat jelzi, nem szolgál a cikkben szereplő információk forrásmegjelöléseként.